# Henry Petre
Vous lisez un « bon article » labellisé en 2023.
Henry Petre est un avocat, aviateur et militaire anglais, né le 12 juin 1884 à Ingatestone en Angleterre et mort le 24 avril 1962 à Londres.
Membre fondateur de l'Australian Flying Corps, il est le premier pilote de l'histoire de l'armée de l'air australienne. Il abandonne une carrière de juriste pour se tourner vers l'aviation et réussit même à construire son propre aéronef. Voulant faire de cette passion un métier, il devient par la suite pilote qualifié et concepteur d'avion. En 1912, il répond à un appel du ministère de la Défense de l'Australie qui cherche à recruter des pilotes dans le but de créer une école d'aviation. Dès lors, il est nommé lieutenant dans les forces armées australiennes et établit la première base aérienne militaire du pays à Point Cook. En 1913, il fonde avec Eric Harrison la Central Flying School.
Peu de temps après le déclenchement de la Première Guerre mondiale, Petre est nommé commandant du Mesopotamian Half Flight, première unité de l'Australian Flying Corps à entrer dans le service actif, qu'il mène durant la bataille d'Es Sinn, la bataille de Ctésiphon et le siège de Kut-el-Amara. Pour ses efforts de guerre au Moyen-Orient, il reçoit l'ordre du Service distingué, la Croix militaire et quatre citations militaires. En 1918, Henry Aloysius Petre est transféré dans la Royal Air Force au grade de major, où il est chargé du commandement du No. 75 Squadron RAF avant de se retirer de l'armée l'année suivante. Il reprend ses activités de juriste en Angleterre mais ne délaisse pas pour autant sa passion pour les avions. Il pratique en effet l'aviation de loisirs jusqu'à sa mort en avril 1962, à l'âge de 77 ans.

## Premières années

### Origines familiales
Henry Aloysius Petre naît le 12 juin 1884 à Ingatestone dans l'Essex, de Sebastian Henry Petre et de sa femme Catharine, née Sibeth. Il est l'un des descendants du 11e baron Petre,  William  (1793–1850). Henry Petre entre au Mount St Mary's College de Chesterfield avant de suivre quatre années d'études en droit, au terme desquelles il commence une carrière de solliciteur, en 1905,.
Décrit par l'historien officiel de la RAAF Douglas Gillison comme un homme « de nature calme et conformiste », Henry Petre, issu d'une famille de membres du clergé, est surnommé « Peter le moine » (en anglais « Peter the monk »).

### Une passion précoce
Impressionné par le vol transmanche effectué par le pionnier de l'aviation Louis Blériot en juillet 1909, Henry Petre abandonne son cabinet d'avocat, emprunte 250 livres sterling et procède à la construction de son propre avion, avec l'aide de son frère architecte, Edward,. Les deux jeunes hommes finissent la conception de leur prototype en six mois, mais le vol inaugural se conclut par le crash de l'appareil,. Nullement découragé, Henry Petre emprunte 25 livres sterling supplémentaires pour payer des cours de pilotage dans l'aérodrome de Brooklands dans le comté de Surrey. Il obtient le brevet de pilote no 128 du Royal Aero Club le 12 septembre 1911. Il devient alors instructeur de vol puis directeur de la Société de production des aéroplanes Deperdussin de Brooklands, avant d'intégrer Handley Page au poste de pilote d'essai et concepteur d'avions,.
La veille de Noël 1912, son frère Edward meurt dans l'écrasement de son appareil à Marske-by-the-Sea, dans le Yorkshire, alors qu'il tentait de relier Brooklands à Édimbourg en avion.

## Arrivée en Australie

### Membre fondateur du Central Flying School

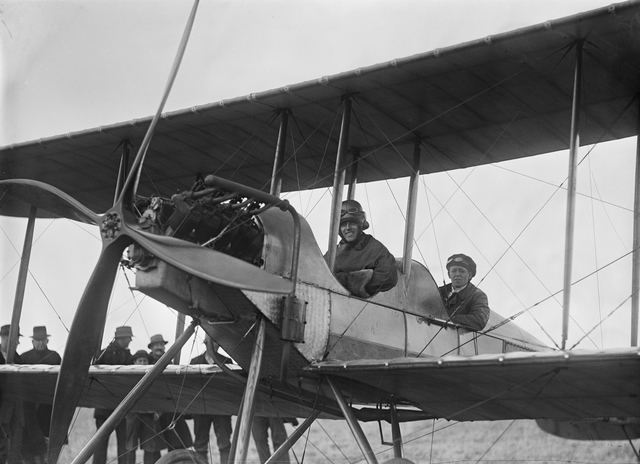
Les lieutenants Henry Petre (à gauche) et Eric Harrison (à droite) dans un B.E.2 à la Central Flying School de Point Cook, en 1914.

En décembre 1911, le ministère de la Défense australien publie au Royaume-Uni un avis de recrutement de « deux pilotes mécaniciens qualifiés », afin d'établir un corps d'aviation et une école de pilotage en Australie,. Parmi cinquante candidatures, les Australiens retiennent celles d'Eric Harrison et d'Henry Petre, qui est de facto promu au grade de lieutenant dans les forces armées australiennes. Effective à partir du 6 août 1912, cette nomination fait de lui le premier pilote militaire de l'Australie. Dès son arrivée en Australie en janvier 1913, Henry Petre est chargé de choisir un site pour bâtir les infrastructures nécessaires à l'établissement de la future Central Flying School (CFS). L'armée australienne lui suggère un emplacement aux alentours du Collège militaire royal de Duntroon à Canberra, qu'il estime inapproprié pour le projet, et après avoir parcouru des centaines de kilomètres sur sa moto, il finit par choisir un terrain de 297 ha à Point Cook, qui devient ensuite ce que décrit l'historien militaire George Odgers comme le « berceau de l'aviation militaire australienne »,.

### Création de l'Australian Flying Corps
À l'opposé du terrain proposé par l'armée, le site de Point Cook est plat, à proximité de la côte et, selon les propres mots d'Henry Petre, « pas isolé dans la brousse ». Henry Petre et Eric Harrison, épaulés par sept membres de personnel dont quatre mécaniciens, créent la Central Flying School au cours de l'année suivante. Ils disposent de cinq aéronefs : deux monoplans Deperdussin, deux biplans Royal Aircraft Factory B.E.2 et un Bristol Boxkite pour les initiations de base. Eric Harrison effectue le premier vol de l'unité le 1er mars 1914, aux commandes du Boxkite. Huit jours plus tard, Henry Petre subit le premier accident d'avion militaire d'Australie, après s'être écrasé en essayant d'éviter des câbles téléphoniques lors d'un atterrissage. Il s'en sort avec quelques ecchymoses, mais le Deperdussin est hors d'usage. En juin 1914, Henry Petre est témoin du mariage d'Eric Harrison.
À l'époque, le petit groupe dirigé par les deux hommes est appelé l'Australian Flying Corps. La Central Flying School prodigue sa première séance de formation le 17 août 1914, deux semaines après le déclenchement de la Première Guerre mondiale. Les quatre premiers apprentis pilotes sont le capitaine Thomas White et les lieutenants Richard Williams, George Merz et David Manwell. Eric Harrison se charge de l'initiation de base tandis qu'Henry Petre a la tâche difficile d'assurer la formation avancée des futurs pilotes,. Il est promu au grade de capitaine, au même rang que Thomas White. En octobre 1914, il préside la première assemblée générale de l'Australian Aero Club, qui se tient à Point Cook.

## Première Guerre mondiale

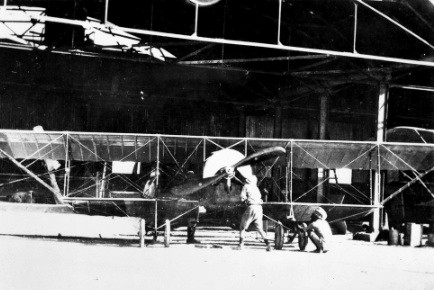
Caudron G.3 du Mesopotamian Half Flight.

Le 8 février 1915, le gouvernement australien reçoit une demande d'assistance aérienne venant du Raj britannique, lors de la campagne de Mésopotamie. Cependant, l'insuffisance d'effectif du personnel de l'AFC ne permet d'envoyer que la moitié d'une escadrille (en anglais « half a flight »), baptisée Mesopotamian Half Flight, qui est alors la première unité de l'Australian Flying Corps à entrer en service actif. Henry Petre est nommé commandant du Half Flight et s'embarque pour Bassorah via Bombay le 14 avril 1915. Plus tard, il est rejoint par les pilotes Thomas White et George Merz, ainsi que le lieutenant William Treloar, mais également trente-sept membres du personnel au sol,.
En Mésopotamie, Henry Petre dirige le contingent de l'Australian Flying Corps durant les missions de reconnaissance aérienne et les missions de sabotage. Ayant à leur disposition des aéronefs peu fiables, Henry Petre et ses pilotes doivent opérer dans une zone dangereuse dominée par des tribus hostiles. À partir du 31 mai jusqu'au 4 juin 1915, Henry Petre participe aux opérations dans la région d'Al-Amara, actions pour lesquelles il est récompensé d'une citation militaire,. Les avions fournis par le Raj, deux Farman MF.11 et un Farman MF.7, sont très difficiles à manœuvrer du fait de leur vitesse de pointe qui ne peut dépasser les 80 km/h, alors que le vent du désert (connu sous le nom de Chammal) peut atteindre jusqu'à 129 km/h. En juillet 1915, la flotte du Mesopotamian Half Flight est étoffée par deux avions monomoteurs français Caudron G.3. Quelques jours après leur mise en service, l'un des Caudron est contraint d'atterrir en territoire ennemi après une panne mécanique. L'équipage de l'avion, George Merz et William Burn, un officier néo-zélandais, sont tués par des combattants arabes,.

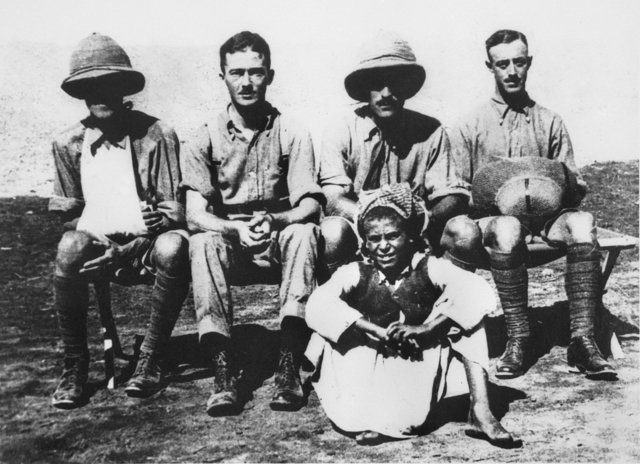
Le capitaine Henry Petre (à l'extrême gauche), le capitaine Thomas White (deuxième à partir de la gauche) et le lieutenant George Merz (à l'extrême droite) à Bassorah en juillet 1915.

Le 24 août 1915, le Mesopotamian Half Flight reçoit quatre Martin-Handasyde Scout 1. L'unité est rattachée au No. 30 Squadron RAF de la Royal Flying Corps et envoyée à Kut après la prise de la ville par les Alliés durant la bataille d'Es Sinn en septembre. Henry Petre reçoit alors une autre citation militaire. Au cours des deux mois suivants, Willliam Treloar et Thomas White sont capturés par l'ennemi et détenus en tant que prisonniers de guerre. Henry Petre est donc le dernier parmi les pilotes du No. 30 Squadron RAF à être issu du Mesopotamian Half Flight,. Pendant le siège de Kut-el-Amara entre décembre 1915 et avril 1916, il effectue des largages aériens pour ravitailler en vivres et en médicaments la garnison piégée dans la ville, parmi laquelle se trouvent neuf de ses mécaniciens de l'AFC,,.
Henry Petre est décoré de la Croix militaire le 14 janvier 1916 et reçoit deux autres citations militaires au cours de la même année,,. Il contracte la fièvre typhoïde en mai 1916 et doit se rendre en Inde pour se soigner. En décembre, il quitte le No. 30 Squadron RAF et reçoit l'ordre du Service distingué le même mois,. En février de l'année suivante, il est affecté en France avec le No. 15 Squadron RAF, unité de reconnaissance opérant avec des B.E.2,. Deux mois plus tard, son frère John, chef d'escadron du Royal Naval Air Service et récipiendaire de la Distinguished Service Cross, est tué dans un accident d'avion. Henry Petre retourne ensuite en Angleterre et prend en charge le No. 5 Squadron AFC (également connu sous le nom de No. 29 Squadron RFC), unité créée pour assurer la formation des pilotes de chasse australiens, en particulier ceux qui sont sélectionnés pour se battre en Palestine,. Henry Petre exprime son souhait de commander le No. 1 Squadron RAAF en Palestine, mais sa capacité de meneur d'hommes est jugée insuffisante par les hauts gradés de l'armée et le poste est attribué à Richard Williams. Le 31 janvier 1918, Henry Petre quitte l'AFC, au grade de major,. Il est transféré dans la Royal Air Force en avril de la même année et fonde le No. 75 Squadron RAF, unité de bombardiers dont il assure le commandement,.

## Retraite des forces aériennes

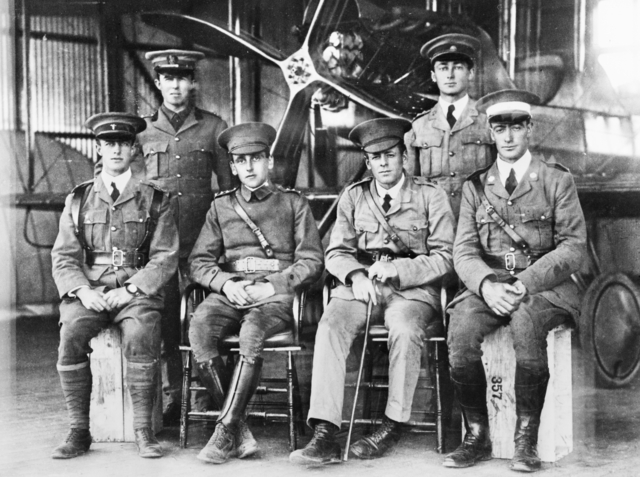
Les instructeurs et les apprentis pilotes lors de la première séance de formation délivrée par la Central Flying School à Point Cook, en 1914 : Richard Williams et Thomas White (au second rang), George Merz, Henry Petre, Eric Harrison et David Manwell (au premier rang).

Henry Petre prend sa retraite de l'armée le 15 septembre 1919 et reprend ses activités de juriste à Londres. En 1929, il épouse Kathleen Defries, d'origine canadienne, qu'il initie au pilotage de voiture de course. Dans les années 1930, Kathleen devient une vedette de course automobile, connue du public sous le nom de Kay Petre. Bien que parti à la retraite, Henry Petre demeure un passionné de l'aviation. Il participe notamment à des compétitions de vol à voile. D'après l'historien militaire Alan Stephens, Henry Petre « aime toujours faire un tour avec un Auster, plus de trente ans après son baptême de l'air ». Il bat le record britannique du plus long vol à voile en 1931, avec un trajet de près de trois heures et demie. Il devient également instructeur de pilote de planeur dans l'Air Training Corps entre 1943 et 1948. En 1951, il reçoit la médaille d'argent du Royal Aero Club pour honorer l'ensemble de sa carrière de pilote. Henry Petre se rend en Australie dix ans plus tard, la première fois depuis quarante-cinq ans et se fait photographier dans le cockpit du Deperdussin — alors exposé au musée de la RAAF — qu'il a piloté à Point Cook en 1914. Il met un terme à sa carrière de juriste en 1958. Henry Petre meurt à Londres le 24 avril 1962 et laisse dans le deuil sa femme Kay,. Le couple n'a pas eu d'enfant.

## Mémoire et postérité
Dans une rétrospective sur la RAAF publiée en novembre 1939, le magazine Flight International considère Henry Petre et Eric Harrison comme « les pères fondateurs de l'aviation militaire australienne », tandis que la nécrologie d'Henry Petre parue dans le Times le cite comme « le pionnier de l'aviation qui a fondé l'Australian Flying Corps ». Grâce à sa collaboration de longue date avec l'aviation australienne et en tant que membre fondateur de la Royal Australian Air Force en 1921, Eric Harrison est généralement considéré comme le « père de la force aérienne australienne », alors que l'historien Douglas Gillison estime que le parcours professionnel d'Henry Petre lui vaut également d'être considéré comme tel. Dans son ouvrage The Australian Centenary History of Defence paru en 2001, Alan Stephens affirme que « Henry Petre est certes celui qui a le plus contribué à la création de la base de Point Cook et de la Central Flying School, mais ce genre de comparaison est à mon sens inapproprié, puisque les deux hommes appartiennent à juste titre au panthéon de la RAAF »,.